# Cantone di Saint-Sulpice-les-Feuilles
Il Cantone di Saint-Sulpice-les-Feuilles era una divisione amministrativa dell'arrondissement di Bellac.
A seguito della riforma approvata con decreto del 20 febbraio 2014, che ha avuto attuazione dopo le elezioni dipartimentali del 2015, è stato soppresso.

## Composizione
Comprendeva i comuni di:
- Arnac-la-Poste
- Cromac
- Les Grands-Chézeaux
- Jouac
- Lussac-les-Églises
- Mailhac-sur-Benaize
- Saint-Georges-les-Landes
- Saint-Martin-le-Mault
- Saint-Sulpice-les-Feuilles